# Alberto Reyero
Alberto Reyero Zubiri (Madrid, 28 de agosto de 1962) es un abogado y expolítico español especializado en políticas sociales, personas mayores y discapacidad. Fue diputado en la Asamblea de Madrid entre 2011 y 2021, primero por Unión Progreso y Democracia (UPyD) y posteriormente por Ciudadanos (Cs). Entre 2019 y 2020 ocupó el cargo de consejero de Políticas Sociales de la Comunidad de Madrid dentro del Gobierno de coalición entre el Partido Popular y Ciudadanos.
Con anterioridad a dedicarse a la Política, desarrolló su carrera profesional en el ámbito de los Recursos Humanos en diversas empresas multinacionales. En 2021 fundó su propia Consultora de Asuntos Públicos (Empatía), en la que desarrolla en la actualidad su trabajo profesional .
Desde su llegada a la Consejería, impulsó medidas de control en las residencias de mayores y defendió el cumplimiento de la legislación en materia de diversidad e igualdad. Su gestión se vio marcada por la pandemia de COVID-19, durante la cual protagonizó una serie de desencuentros dentro del Ejecutivo autonómico por la gestión de las residencias de mayores. En marzo de 2020 solicitó la intervención de la Unidad Militar de Emergencias (UME) en estos centros, petición que fue desautorizada por la presidenta Isabel Díaz Ayuso. También se opuso a los protocolos de triaje que limitaban el traslado de mayores a hospitales, alertando de las consecuencias éticas y legales de dichas directrices.
Reyero dimitió en octubre de 2020 y en 2022 publicó el libro Morirán de forma indigna, donde narró su experiencia durante la crisis sanitaria y denunció la falta de atención hospitalaria a los residentes en la primera ola de la pandemia.

## Biografía
Nacido el 28 de agosto de 1962 en Madrid, es licenciado en Derecho por la Universidad Complutense de Madrid en 1985, Bachelor of Arts (Honours) in Literature en Open University (2012) y Certificado en Coaching ejecutivo por la Escuela Europea de Coaching, Madrid (2010).
De 1988 a 2011 desarrolló su experiencia en el campo de los Recursos Humanos en empresas multinacionales de consultoría, electrónica y energía.

#### Inicios en Política
Alberto Reyero no tenía una trayectoria política previa hasta que, en 2007, dos acontecimientos marcaron su vida y su posterior implicación en la gestión pública. Por un lado, su madre sufrió un ictus que la dejó en una situación de total dependencia, lo que le hizo experimentar en primera persona las dificultades del sistema de atención a personas mayores y dependientes en España. Este hecho despertó su interés por las políticas sociales y la necesidad de mejorar los servicios de dependencia. 
En 2009, combinando su experiencia personal y su inquietud política, lanzó el blog “No es Madrid para viejos”, donde denunciaba las carencias del sistema de dependencia en la Comunidad de Madrid y criticaba el uso político de la Ley de Dependencia. Sus reflexiones y activismo en este ámbito lo llevaron a involucrarse de forma más activa en la política.
En 2011 y tras las elecciones autonómicas de 2011, fue elegido diputado de la Asamblea de Madrid por Unión Progreso y Democracia (UPyD) en la IX legislatura. Durante esos años fue portavoz de su grupo en Asuntos Sociales y Discapacidad. En 2013 denunció en la comisión de Asuntos Sociales la existencia de la Fundación para el Mecenazgo y Patrocinio Social en la Comunidad de Madrid, a la que denominó de "chiringuito", y que ocupaba el posterior fundador de Vox, Santiago Abascal. A los pocos meses, esa Fundación fue disuelta.
Reyero, que en abril de 2015 anunció su marcha de UPyD, se presentó en la lista de Ciudadanos-Partido de la Ciudadanía para las elecciones a la Asamblea de Madrid de mayo de 2015; obtuvo escaño de diputado autonómico para la x y xi legislatura de la cámara autonómica.

#### Consejero de Políticas Sociales durante la COVID-19
Alberto Reyero fue consejero de Políticas Sociales, Familias, Igualdad y Natalidad de la Comunidad de Madrid  desde el 20 de agosto de 2019.Durante sus primeros meses en la Consejería, impulsó una mayor supervisión sobre los centros residenciales, adoptando una postura firme frente a aquellos que incumplían las condiciones establecidas en los contratos públicos. Reyero también abogó por un refuerzo en la atención a personas en situación de dependencia y discapacidad, buscando coordinar esfuerzos con la Consejería de Sanidad para mejorar la asistencia sociosanitaria en la Comunidad de Madrid. En este periodo, se comenzó a debatir un posible cambio de estrategia en la gestión de los servicios sociales en la región, aunque sin llegar a consolidarse antes de la llegada de la pandemia de COVID-19.
Pero su gestión estuvo marcada por la crisis en las residencias de mayores, uno de los sectores más golpeados por la emergencia sanitaria. 

#### 1. Primeras medidas ante la amenaza del virus (febrero - marzo 2020)
- Finales de febrero: La Consejería de Políticas Sociales comenzó a adaptar los primeros protocolos sanitarios en coordinación con la Consejería de Sanidad. El 25 y 27 de febrero se enviaron directrices sobre la detección de casos en hospitales y residencias.
- 6 de marzo: La Consejería distribuyó el primer procedimiento de actuación específico para residencias y centros de mayores, estableciendo medidas de prevención.
- 5 de marzo: Se detectó el primer fallecimiento confirmado por COVID-19 en una residencia de Madrid.

#### 2. Crisis en las residencias y solicitud de intervención del ejército (marzo 2020)
- A mediados de marzo, con la explosión de contagios en residencias, Reyero solicitó refuerzos sanitarios y la medicalización de los centros, advirtiendo que la situación era insostenible.
- En marzo de 2020 solicitó la intervención de la Unidad Militar de Emergencias (UME) en estos centros, petición que fue desautorizada por la presidenta Isabel Díaz Ayuso[4]
- El 21 de marzo, en una carta enviada a Pablo Iglesias, vicepresidente del Gobierno, pidió la intervención del Ejército para desinfectar y reforzar la atención en las residencias.[20]

#### 3. Oposición a los protocolos de exclusión hospitalaria (marzo - abril 2020)
- En marzo, la Consejería de Sanidad impulsó unos protocolos (los días 18,20,24 y 25 de marzo) que restringían el traslado de mayores desde residencias a hospitales.[21]
- Reyero denunciaría posteriormente en la Asamblea de Madrid, el 1 de junio, que estos protocolos "no eran éticos y que posiblemente eran ilegales",[22] argumentando que se estaba negando atención sanitaria a personas en situación de vulnerabilidad.
- El 21 de marzo advirtió mediante correo electrónico al consejero de Sanidad[23] de las consecuencias de esa exclusión, algo que reiteró por escrito el 31 de marzo y el 11 de abril[24]l, solicitando que se permitiera el traslado de residentes a hospitales, sin éxito.
- Según describe en el libro que escribió posteriormente, a finales de marzo, alertó a sus compañeros de Gobierno sobre la falta de personal médico en las residencias y pidió el envío urgente de 50 médicos y 50 enfermeros,[25] propuesta que fue desestimada.

#### 4. Enfrentamiento dentro del Gobierno de Madrid (junio 2020)
- Después de la comparecencia en la Asamblea en la que informó de las advertencias que había realizado al consejero de Sanidad, el 5 de junio de 2020 se publicaron en el diario El País los correos electrónicos en los que advertía a principios de la crisis sobre lo que significaban los protocolos y la falta de asistencia médica.[26] En estos correos se evidenciaba que el Gobierno de Madrid no había tomado medidas para garantizar la hospitalización de los mayores y que existía una falta de coordinación interna.
- La publicación de esos correos generó un importante impacto mediático y político, aumentando las tensiones dentro del Ejecutivo regional[27] y a que se le considerara un verso suelto tanto por El País[28] como por El Mundo[29]

#### 5. Dimisión y testimonio sobre la crisis (octubre 2020)
- 2 de octubre de 2020: Reyero presentó su dimisión como consejero de Políticas Sociales del Gobierno de la Comunidad de Madrid el 2 de octubre de 2020, apelando a la «unidad de las instituciones como el camino más acertado para vencer al virus» en la segunda ola.[30]
- Posteriormente, ha criticado abiertamente[31] y en diversos medios[32] la respuesta de la Comunidad de Madrid, que significó dejar a su suerte a los usuarios de residencias con discapacidad o dependencia.[33]
- Asimismo ha declarado como testigo en diversas causas [34]en las que siempre ha reiterado lo que manifestó mientras era Consejero y después a la prensa

#### Después de la política
En noviembre de 2021, Alberto Reyero anunció que dejaba Ciudadanos y la política para iniciar una carrera profesional en el ámbito de los  asuntos públicos. Con ese fin fundó junto a unos socios, Empatía, consultora de asuntos públicos con propósito social.
Desde Empatía ha colaborado en distintas campañas de incidencia política junto a entidades sociales, entre la que destaca su participación en la Ley ELA.

## Obra escrita

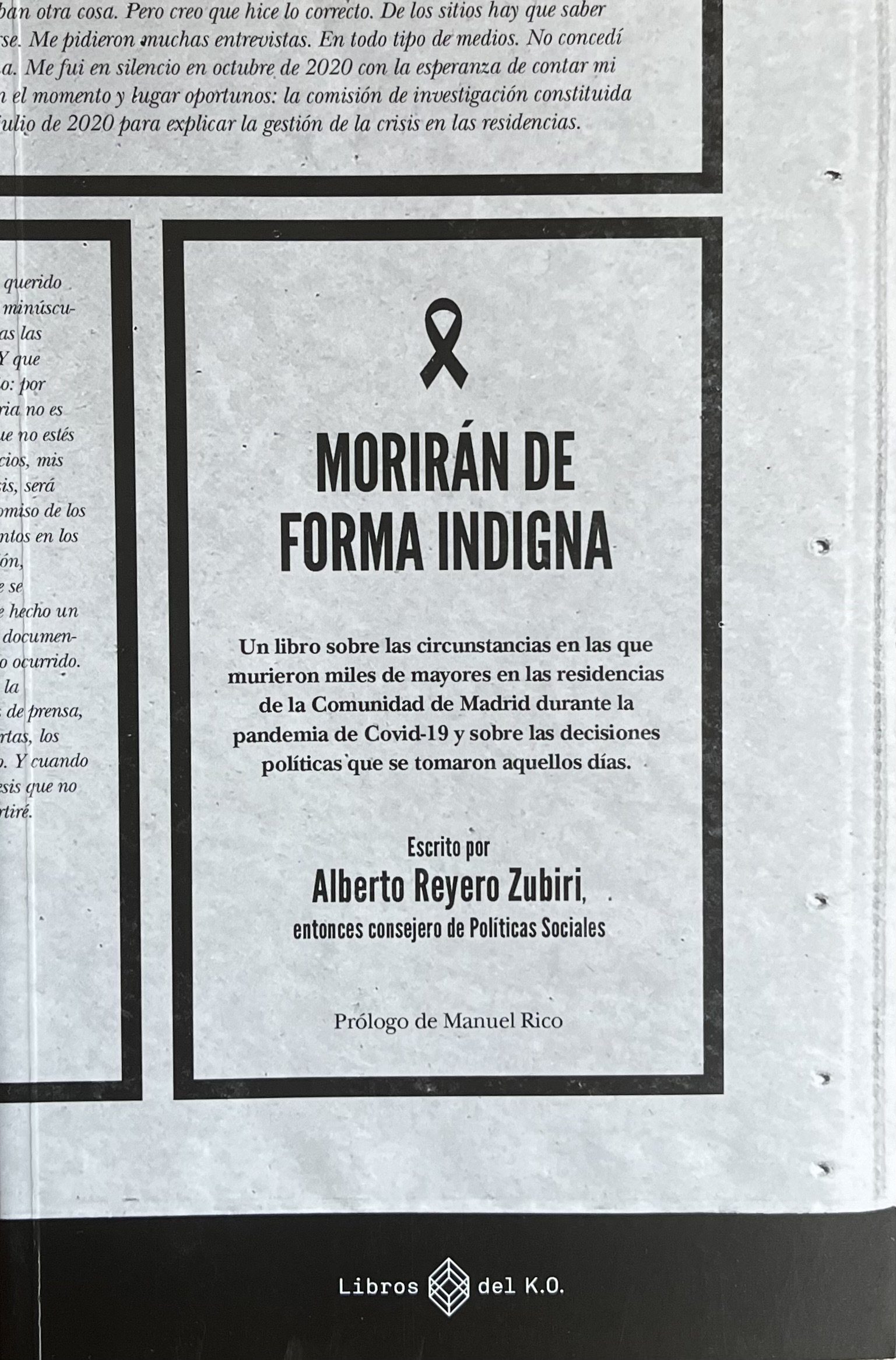
Portada de Morirán de forma indigna

- Morirán de forma indigna, Libros del K.O., 2022: «un libro sobre las circunstancias en las que murieron miles de mayores en las residencias de la Comunidad de Madrid durante la pandemia del COVID-19 y sobre las decisiones políticas que se tomaron durante aquellos días», según reza el subtítulo.[37]
- Con anterioridad a su publicación se publicó un extracto del libro en El Diario.[38]
- Entre las entrevistas realizadas por Alberto Reyero, destaca la realizada por Aimar Bretos en la cadena SER el 26 de septiembre de 2022.[39]
- El documental 7291,[40] dirigido por Juanjo Castro, se inspira en el libro Morirán de forma indigna de Alberto Reyero. Castro, tras leer la obra de Reyero, quedó profundamente impactado y decidió que esta historia debía ser contada a través del cine.
- Portada de Morirán de forma indigna